# Isola Berkner
L'isola Berkner, anche chiamata isola di Hubley, è un'isola alta e completamente coperta di ghiaccio situata in Antartide. Lunga 320 km e larga 135, con una superficie totale di 43873.1 km², è la seconda isola più grande sia dell'Antartide che del territorio Antartico Britannico, dopo l'isola Alessandro I. Il punto più a nord dell'isola si trova a circa 17 chilometri dal mare aperto. Raggiunge un'altezza di 869 metri.
È anche l'isola situata più a sud, titolo che spesso viene attribuito erroneamente all'isola di Ross. Tuttavia, a differenza di quest'ultima, non è accessibile dal mare perché è interamente circondata da ghiaccio perenne.
Fu scoperta nell'anno geofisico internazionale.